# Antibiograma

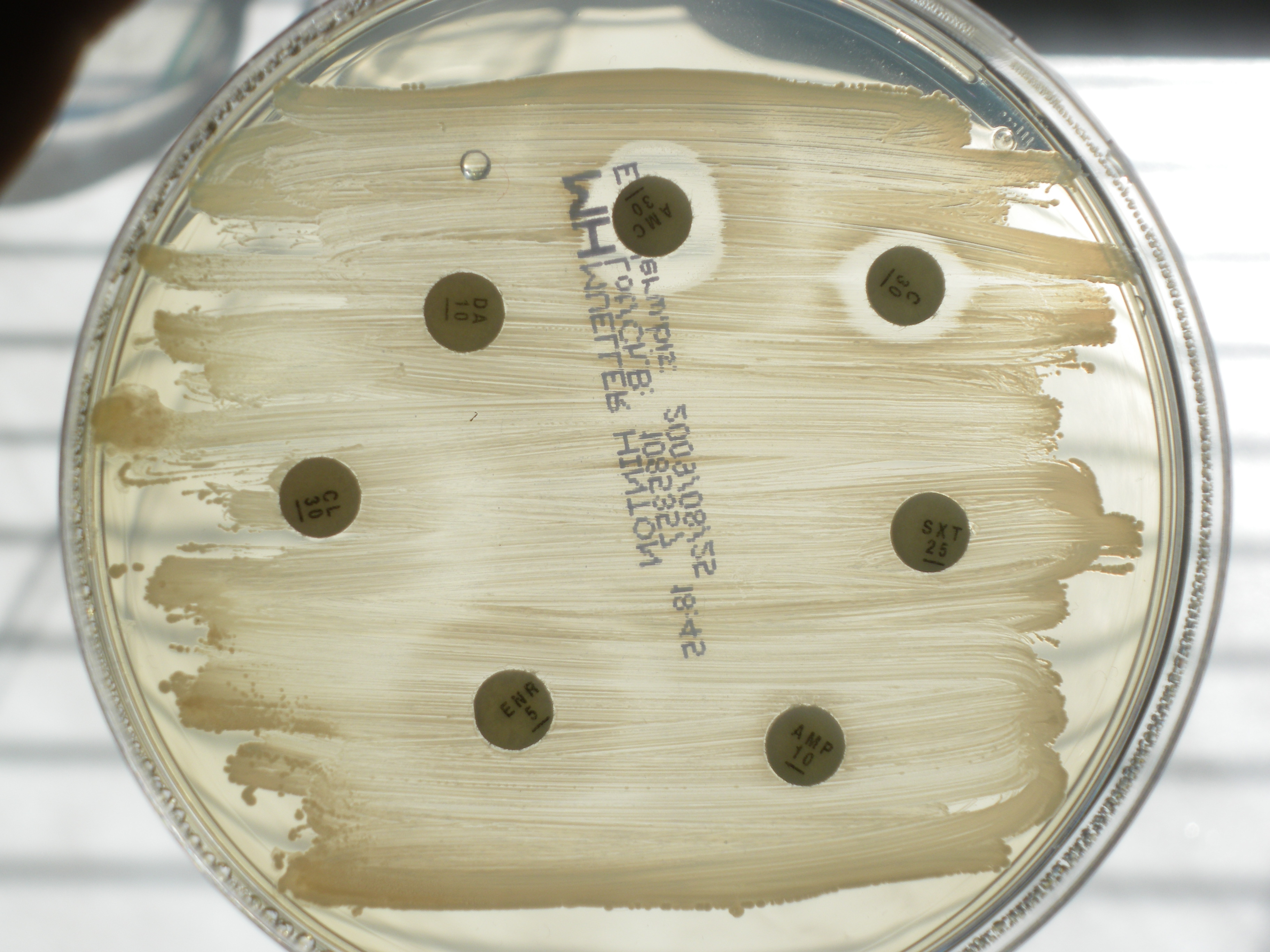
Un antibiograma mostrant la resistència del bacteri davant diversos antibiòtics

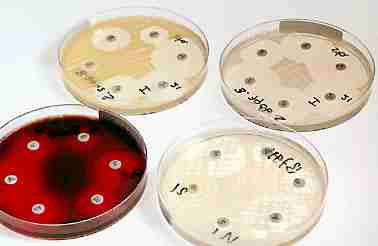
Mesurament de resistència als antibiòtics

L'antibiograma és la prova microbiològica que es realitza per determinar la sensibilitat d'un bacteri respecte a un antibiòtic o un grup d'antibiòtics.
L'antibiograma dona la següent informació:
- El grau de sensibilitat de la colònia bacteriana a un determinat antibiòtic.
- Diferència de sensibilitat per part de la colònia a diferents antibiòtics.

Amb aquesta informació, es classifica l'efecte de l'antibiòtic sobre aquesta determinada colònia en: Resistent (R), Moderadament sensible (MS) i Sensible (S).
En l'àmbit clínic, l'estudi sobre el bacteri causant de la infecció i sobre l'antibiograma és entregat al metge responsable del pacient. Aquest últim és qui s'encarrega de decidir el tipus d'antibiòtic adequat, depenent dels resultats de l'antibiograma i d'altres factors procedents del pacient, com per exemple l'al·lèrgia a la penicil·lina.

## Tipus d'antibiograma
Hi ha moltes formes de realitzar aquesta prova, algunes d'elles simplement varien depenent de la casa comercial que les fabrica. La més coneguda és el Disc difusor.

### Disc difusor
En una placa de Petri, se sembra el bacteri per la tècnica dels tres girs o de Kirby-Bauer perquè pugui créixer de manera homogènia per tota la placa. Seguidament, se situen les diferents càpsules d'antibiòtics a la placa i es deixa un temps a l'estufa de cultius o incubadora. Passat aquest temps es comprova la placa: com més gran és l'halo d'inhibició al voltant de l'antibiòtic, més sensible serà el bacteri a l'antibiòtic.